# Comuna Adamivka, Krînîcikî
Adamivka (în ucraineană Адамівка) este o comună în raionul Krînîcikî, regiunea Dnipropetrovsk, Ucraina, formată din satele Adamivka (reședința) și Zelena Dolîna.

## Demografie
Componența lingvistică a satului Adamivka
     Ucraineană (95,9%)
     Rusă (3,57%)
     Alte limbi (0,48%)
Conform recensământului din 2001, majoritatea populației satului Adamivka era vorbitoare de ucraineană (95,9%), existând în minoritate și vorbitori de rusă (3,57%).